# Megastes pusialis
Megastes pusialis là một loài bướm đêm trong họ Crambidae.